# Martyn Woodroffe
Martyn John Woodroffe (Cardiff, 8 settembre 1950) è un ex nuotatore britannico, specializzato nella farfalla e nei misti.

## Palmarès
- Giochi olimpici

Città del Messico 1968: argento nei 200 metri farfalla.
- Giochi del Commonwealth

Edimburgo 1970: argento nei 200 metri farfalla, bronzo nei 200 metri misti, bronzo nella staffetta 4x100 metri misti.